# 1960
1960（千九百六十、一九六〇、せんきゅうひゃくろくじゅう）は、自然数または整数において、1959の次で1961の前の数である。

## 性質
- 1960は合成数であり、約数は1, 2, 4, 5, 7, 8, 10, 14, 20, 28, 35, 40, 49, 56, 70, 98, 140, 196, 245, 280, 392, 490, 980, 1960である。
  - 約数の和は5130。
- 約数の和が1960になる数は3個ある。(988, 1807, 1843) 約数の和3個で表せる52番目の数である。1つ前は1932、次は1968。
- 各位の和が16になる142番目の数である。1つ前は1951、次は2059。

## その他 1960 に関連すること
- 1960年
- 1960 (音楽グループ)